# Kathreiner-Hochhaus
Il Kathreiner-Hochhaus (letteralmente: “Casa alta Kathreiner”, dal nome della società proprietaria) è un edificio a torre di Berlino adibito a uffici.

## Storia
Il Kathreiner-Hochhaus venne eretto dal 1929 al 1930 su progetto dell'architetto Bruno Paul nello stile architettonico detto “Nuova oggettività”.
L'edificio venne posto sotto tutela monumentale (Denkmalschutz) nel 1971.

## Caratteristiche
L'edificio è sito nel quartiere di Schöneberg, sul lato occidentale della Potsdamer Straße, l'antica strada di collegamento fra Berlino e Potsdam.
Esso si compone di tre ali: due di sei piani, poste parallelamente alla strada in direzione nord-sud, e una di dodici piani che collega le due precedenti; la costruzione ha pertanto una forma a “H”, con l'ingresso posto nel corpo alto, discosto dalla strada. Il palazzo fronteggia le Königskolonnaden, due colonnati settecenteschi che ornano l'ingresso al Kleistpark.
L'edificio ha struttura portante in acciaio, mentre le pareti esterne sono rivestite in travertino. Le facciate sono caratterizzate dalle lunghe fasce orizzontali finestrate, secondo un cliché tipico dell'architettura di quegli anni.